# 할리마 노시로바

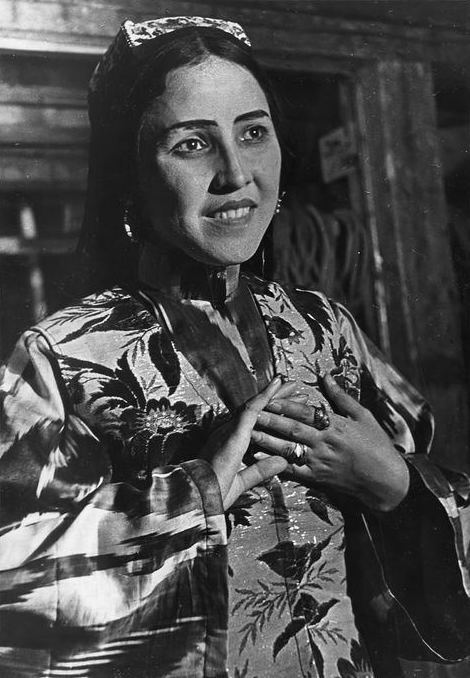

할리마 노시로바(우즈베크어: Halima Nosirova, Ҳалима Носирова, 1913년 12월 21일 ~ 2003년 1월 3일)는 우즈베키스탄의 가수이다.